# Jean-Marc Eychenne
Jean-Marc Eychenne (ur. 2 listopada 1956 w Pamiers) – francuski duchowny katolicki, biskup Pamiers w latach 2015-2022, biskup Grenoble-Vienne od 2022.

## Życiorys
Święcenia kapłańskie otrzymał 3 lipca 1982 z rąk kardynała Giuseppe Siriego i został inkardynowany do archidiecezji Genui. Pracował przy Wspólnocie św. Marcina jako mistrz nowicjatu i wychowawca seminarzystów. W 1987 przeniósł się do Orleanu i w 1994 został prezbiterem miejscowej diecezji. Pracował w niej głównie jako duszpasterz parafialny, pełniąc także funkcje m.in. wikariusza biskupiego ds. młodzieży (1989–1995) oraz wikariusza dla regionu Doliny Loary i Sologne (2004–2008). W 2008 mianowany wikariuszem generalnym diecezji.
17 grudnia 2014 papież Franciszek mianował go ordynariuszem diecezji Pamiers. Sakry udzielił mu 15 lutego 2015 metropolita Tuluzy - arcybiskup Robert Le Gall.
14 września 2022 papież Franciszek mianował go biskupem diecezji Grenoble-Vienne.